# رادیوونه
رادیوونه (به بلغاری: Radyuvene) یک منطقهٔ مسکونی در بلغارستان است که در شهرستان لووچ واقع شده‌است.